# نمينجة
نمينجة هي قرية في مقاطعة بيرانشهر، إيران. يقدر عدد سكانها بـ 398 نسمة بحسب إحصاء 2016.